# Villadia aperta
Villadia aperta là một loài thực vật có hoa trong họ Crassulaceae. Loài này được Moran & C.H. Uhl miêu tả khoa học đầu tiên.